# Young Crime
Young Crime ist eine True-Crime-Fernsehserie, welche in jeder Episode verschiedene Fälle der Jugendkriminalität behandelt. Die Serie wurde vom KiKA und ZDFtivi in Auftrag gegeben und am 30. September 2022 veröffentlicht. Seit dem 1. Oktober 2022 wird die Serie wöchentlich auf KiKA ausgestrahlt.

## Handlung
In jeder Episode geht es um einen echten Fall der Jugendkriminalität, der für die Sendung leicht verändert wurde. Jeder der Fälle endet schließlich beim Jugendgericht, bei dem entschieden wird, welche Konsequenzen die jeweilige Straftat mit sich bringt. Moderiert wird jede Episode von Chinedu Melcher. Mit ihm diskutieren drei weitere Jugendliche sowie eine Jugendrichterin, welche den Fall bewerten und einordnen. Anschließend fällen die Jugendlichen ein Urteil, das mit dem echten Urteil des Falls verglichen wird.

## Episodenliste

### Staffel 1
| Nr. (ges.) | Nr. (St.) | Originaltitel               | Erstausstrahlung | Regie                     | Drehbuch                  |
| ---------- | --------- | --------------------------- | ---------------- | ------------------------- | ------------------------- |
| 1          | 1         | Timeout bei Diebstahl       | 1. Okt. 2022     | Birgit Tanner, Heike Raab | Birgit Tanner, Heike Raab |
| 2          | 2         | Handy-Terror                | 8. Okt. 2022     | Birgit Tanner, Heike Raab | Birgit Tanner, Heike Raab |
| 3          | 3         | Böllern und Zündeln         | 15. Okt. 2022    | Birgit Tanner, Heike Raab | Birgit Tanner, Heike Raab |
| 4          | 4         | Klamottenklau für Likes     | 22. Okt. 2022    | Birgit Tanner, Heike Raab | Birgit Tanner, Heike Raab |
| 5          | 5         | Partynacht mit krassem Ende | 5. Nov. 2022     | Birgit Tanner, Heike Raab | Birgit Tanner, Heike Raab |
| 6          | 6         | Kunst oder Knast?           | 12. Nov. 2022    | Birgit Tanner, Heike Raab | Birgit Tanner, Heike Raab |
| 7          | 7         | Geld oder Schläge!          | 19. Nov. 2022    | Birgit Tanner, Heike Raab | Birgit Tanner, Heike Raab |
| 8          | 8         | Kriminell – mit Ansage      | 26. Nov. 2022    | Birgit Tanner, Heike Raab | Birgit Tanner, Heike Raab |

### Staffel 2
| Nr. (ges.) | Nr. (St.) | Originaltitel               | Erstausstrahlung | Regie                     | Drehbuch                  |
| ---------- | --------- | --------------------------- | ---------------- | ------------------------- | ------------------------- |
| 9          | 1         | Drogen im BH                | 31. Okt. 2023    | Birgit Tanner, Heike Raab | Birgit Tanner, Heike Raab |
| 10         | 2         | Überfall mit Waffe          | 7. Nov. 2023     | Birgit Tanner, Heike Raab | Birgit Tanner, Heike Raab |
| 11         | 3         | Klauen für die Clique       | 14. Nov. 2023    | Birgit Tanner, Heike Raab | Birgit Tanner, Heike Raab |
| 12         | 4         | Pillen und Pumpen           | 21. Nov. 2023    | Birgit Tanner, Heike Raab | Birgit Tanner, Heike Raab |
| 13         | 5         | Zoff ums Kopftuch           | 28. Nov. 2023    | Birgit Tanner, Heike Raab | Birgit Tanner, Heike Raab |
| 14         | 6         | Unverschämt und ohne Ticket | 5. Dez. 2023     | Birgit Tanner, Heike Raab | Birgit Tanner, Heike Raab |
| 15         | 7         | Im Streit ausgetickt        | 12. Dez. 2023    | Birgit Tanner, Heike Raab | Birgit Tanner, Heike Raab |
| 16         | 8         | Abzocke im Netz             | 19. Dez. 2023    | Birgit Tanner, Heike Raab | Birgit Tanner, Heike Raab |

### Staffel 3
| Nr. (ges.) | Nr. (St.) | Originaltitel                     | Erstausstrahlung | Regie                     | Drehbuch                  |
| ---------- | --------- | --------------------------------- | ---------------- | ------------------------- | ------------------------- |
| 17         | 1         | Rache nach Fahrradklau            | 8. Jan. 2025     | Birgit Tanner, Heike Raab | Birgit Tanner, Heike Raab |
| 18         | 2         | Spritztour ohne Führerschein      | 15. Jan. 2025    | Birgit Tanner, Heike Raab | Birgit Tanner, Heike Raab |
| 19         | 3         | Falschgeld aus dem Darknet        | 22. Jan. 2025    | Birgit Tanner, Heike Raab | Birgit Tanner, Heike Raab |
| 20         | 4         | Klimakleber vor Gericht           | 29. Jan. 2025    | Birgit Tanner, Heike Raab | Birgit Tanner, Heike Raab |
| 21         | 5         | Angriff auf einen schwulen Jungen | 5. Feb. 2025     | Birgit Tanner, Heike Raab | Birgit Tanner, Heike Raab |
| 22         | 6         | Mit Messer gegen Mobber           | 12. Feb. 2025    | Birgit Tanner, Heike Raab | Birgit Tanner, Heike Raab |
| 23         | 7         | Autokratzer mit Zerstörungswut    | 19. Feb. 2025    | Birgit Tanner, Heike Raab | Birgit Tanner, Heike Raab |
| 24         | 8         | Gefährliche Pillen verticken      | 26. Feb. 2025    | Birgit Tanner, Heike Raab | Birgit Tanner, Heike Raab |

## Veröffentlichung
Am 30. September 2022 erschienen alle acht Episoden der ersten Staffel in den Mediatheken von KiKA sowie ZDFtivi. Die dritte Episode Böllern und Zündeln wurde am selben Tag auf dem Youtube-Kanal von ZDFtivi hochgeladen. Ab dem 1. Oktober 2022 wurden die Episoden wöchentlich bei KiKA ausgestrahlt.
Die Veröffentlichung der zweiten Staffel erfolgte am 20. Oktober 2023 online und wurde ab 31. Oktober 2023 bei KiKA ausgestrahlt.
Die dritte Staffel wurde ab dem 3. Januar 2025 veröffentlicht und ab 8. Januar 2025 bei KiKA ausgestrahlt. Neu waren kurze Online-Videos, in denen die Kriminalpsychologin Lydia Benecke zu jeder Episode aus psychologischer Sicht erklärt, was zu den Taten geführt hat und Tipps gibt, wie am besten damit umzugehen ist.